# Helkawt Zaher
Helkawt Zaher, född år 1972 i Slemani, irakiska Kurdistan, är en kurdisk låtskrivare och sångare, och före detta konstnärlig rådgivare Kurdistans regionala regering. Han har skrivit musik åt både kurdiska, arabiska och persiska sångare.

## Tidiga år och utbildning
Zaher föddes 1972 i staden Slemani (Sulaymaniyya), i irakiska Kurdistan. Hans intresse för musik började redan vid fem års ålder, och han tog examen i oboe vid Institutet för konst och musik i Slemani 1992. Samma år började han skriva musik, och hans första låtprojekt var för sångaren Ezhder Wahbi. Hans andra komposition var hymnen Pêşmergey Barzanî, som blev en officiell sång för Kurdistans demokratiska parti (KDP). År 1996 flyttade Zaher till Stuttgart i Tyskland för vidare studier. Under studietiden i Stuttgart samarbetade han med sångaren Kawa Sheikh och arbetade med låtinspelningar av kurdiska musikartister. 

## Karriär
År 2005 återvände han till Kurdistan och blev utnämnd till konstnärlig rådgivare åt premiärministern Nechirvan Barzani i den fjärde kabinettperioden – den första personen att inneha denna titel i Kurdistans historia. Han fortsatte i samma roll under både den femte och sjätte regeringsperioden tills han lämnade tjänsten år 2006. Samma år lanserade han det första kurdiska tv-programmet för musik: Stûdyoya Estêran (”Stjärnstudion”), som sändes på Zagros TV. Programmet blev populärt och sändes i flera säsonger. Den mest kända deltagaren var artisten Mira. År 2009 grundade han Korek TV, Kurdistans första musikkanal.
Zaher har komponerat musik åt en lång rad kurdiska artister, däribland Merziya Feriqi, Leyla Feriqi, Lana Zangana, Mira, Lokha, Baxan, Hani, Çopî Fettah, Naslî, Pewend Caf, Eyûb Eli, Nilisa, Shania, Dashne Murad, Tara Resûl och Abdulqahar Zaxoî, Heldêr, Kristal, Dina, Dilan Rojava och Hêmin Hesen.
Han har även arbetat med stora arabiska artister som Mayada al-Hannawi, Suad Husni, Ali Hijar och Hasna, samt samarbetat med många framstående kurdiska poeter och författare som Dr. Aras Abdulkarim, Heme Said Hesen, Sherko Bekas, Pîremêrd, Goran, Hejar Mukriyanî, Hêmin, Abdulla Pashew, Rehenc Sengawî, Mehâbâd Qeredaghî, Kejal Ahmed, Abdurrahman Belaf, Dr. Feridun Abdulberzencî, Edîb Çelki, Berzan Hestyar, med flera.

## Utmärkelser och unika prestationer
Zaher Han har introducerat många unga kvinnliga artister till musikscenen, och 2012 utsågs han till Mellanösterns bästa kompositör.[källa behövs]
Till den stora arabiska sångerskan Mayada al-Hannawi skrev han musik som baserades på en dikt av den kände poeten Muhammad Mahdi al-Jawahiri. Zaher var också den första personen att få kurdisk musik spelad på den stora arabiska kanalen Rotana.[källa behövs]
Han har samarbetat med den arabiska musiklegenden Yahya al-Muji och regissören Fadi Haddad, samt arbetat internationellt med musiker i Egypten, Turkiet, Iran, Tyskland, Sverige och Ungern.[källa behövs]